# 에리히 코흐
에리히 코흐(Erich Koch, 1896년 6월 19일 ~ 1986년 11월 12일)는 나치당 (NSDAP)의 대관구 지도자 (Gauleiter) 로, 1928년부터 1945년까지 동프로이센에서 대관구 지도자를, 1941년부터 1943년까지 우크라이나에서 제국판무관 (Reichskomissar) 을 지냈다. 코흐의 명령에 의해 나치 점령 하의 우크라이나에서 수천만명의 민간인 학살이 발생하였다.

## 생애
코흐는 1896년, 독일의 엘버펠트 (Elberfeld, 오늘날의 부퍼탈)에서 생산현장 감독관인 직장의 아들로 태어났다. 엘버펠트에서 전문학교를 다니며 화학을 공부하였고, 1915년까지 1918년까지 정규군이 아닌 의용군으로 제1차 세계 대전에 참전하였다. 1922년 민족사회주의 독일 노동자당 (NSDAP) 에 입당하였고, 루르 지역 대관구 대리 지도자를 거쳐 1928년, 프로이센 대관구 지도자가 되었다. 1930년 제국의회 의원이 되었으며, 1933년 나치당의 정권 장악 이후, 동프로이센의 주지사까지 겸직하게 되었다.
돌격대의 구성원이 되어 1938년 11월에는 돌격대 대장(SA-Obergruppenführer)으로 명예 승진하였으며, 1939년 제2차 세계 대전 시기에는 동프로이센 국방 위원(Reichsverteidigungskommissar)이 되었다. 폴란드 침공 뒤에는 몇몇 폴란드 영토를 자신의 관구로 얻었으며, 그의 폴란드인을 향한 악행으로 무수한 폴란드인이 희생되고, 특히 땅을 강제로 빼앗아 자신의 사유지로 만들기도 하였다.
1941년부터 1943년까지 나치 점령 하의 우크라이나에서 국가판무관(Reichskomissar)으로 근무하면서 우크라이나인들을 크게 억압하였고, 독일이 패전한 뒤인 1949년, 함부르크에서 영국군에게 체포되었다. 소비에트 연방이 그의 송환을 요구했으나, 영국은 그를 폴란드에 인도하였고, 1959년에 폴란드인 학살과 억압의 죄목으로 사형 판결을 받았으나, 우크라이나에 대한 범죄는 고려되지 않았다. 이후 코흐는 종신형으로 감형되었고, 1986년 폴란드의 교도소에서 사망하였다.

## 같이 보기
- 우크라이네 국가판무관부
- 홀로코스트